# Shawn Spencer
Shawn Spencer est un personnage de fiction de la série télévisée américaine Psych : Enquêteur malgré lui. C'est le personnage principal de la série. Il est interprété par l'acteur James Roday et doublé par Guillaume Lebon en version française.

## Biographie
D'après l'épisode 4 de la saison 5, Shawn est né en février 1977. Cependant, l'ouverture de l'épisode 3 de la saison 8 se fait sur un flashback montrant son père, Henri, assis parmi le public d'un tribunal avec Shawn bébé âgé de quelques mois. Or, la date du flashback est 1981.
Shawn vient d'une famille de policiers. Ses parents se sont séparés en 1992, lorsqu'il avait 15 ans, et ont divorcé plus tard.
Sa mère, Madeleine Spencer (Cybill Shepherd), psychologue, est partie en expliquant qu'elle s'en allait pour une offre d'emploi.
Son père, Henry Spencer (Corbin Bernsen), était policier. Lorsque sa mère est partie, Shawn est élevé par son père. Durant son enfance, son père l'entraîne au développement de ses pouvoirs extraordinaires d'observation et de déduction, lors de ses enquêtes où il lui apprend à raisonner par l'observation.
À l'âge de 15 ans, il réalise un score parfait de 100 sur l'examen de détective. Son père lui demandera très souvent combien de personnes portent des chapeaux dans un restaurant.
En lui apprenant tout cela, son père espérait qu'il devienne, par la même occasion, un officier de police hors pair.
Son casier judiciaire n'est pas vierge. Le 15 octobre 1995, à 18 ans, il a volé une voiture dans le but d'impressionner une fille, qui avait la réputation d'être sulfureuse et qui se disait rebelle. Les officiers qui les ont arrêtés n'étaient autres que son père et son coéquipier Ray, l'objectif d'Henry étant de lui donner une bonne leçon. Depuis cet incident, son fils ne peut plus faire partie des forces de l'ordre, à son grand regret. Shawn n'en a retenu qu'une aversion envers son père.
Mais malgré son talent évident, Shawn ne montre aucune envie de rentrer dans la police et après l'achèvement de ses études à Leland Bosseigh, le lycée de Santa Barbara, en Californie, il décide de s'exercer. Il est confronté à la dure réalité du travail et prend une série d'emplois aléatoires choisis strictement pour son propre plaisir.
En parallèle, il s'amuse, en appelant sur la ligne ouverte de la police, à donner des indices voire des éléments permettant de résoudre les enquêtes montrées dans le journal télévisé, aux inspecteurs de police. C'est alors qu'un énorme quiproquo se crée car à la suite des nombreux « tuyaux » qu'il a fournis, ces derniers commencent à le suspecter d'être lui-même impliqué dans ces crimes.
Pris au piège par sa propre déduction d'analyse et d'observation et afin d'éviter les ennuis, Shawn choisit le mensonge n'ayant pas d'autre solution pour se sortir de ce pétrin. Il va donc se justifier en se proclamant médium et s'inventant des pouvoirs psychiques composés de visions.
Bien que sceptique, le département est tout de même impressionné quand il utilise ses « capacités psychiques » en déduisant des choses simples comme : Buzz McNab préparait son mariage, la secrétaire était hantée par sa grand-mère morte, que Lassiter vivait une relation avec sa partenaire et la résolution d'un cas de vandalisme.
À la suite de cela, le département de police loue ponctuellement les services de Shawn, en tant que consultant. Dans chacune de ses enquêtes Burton Guster dit « Gus » (Dulé Hill), le meilleur ami d'enfance de Shawn, sera aussi recruté. Il décide aussitôt d'ouvrir leur propre agence de détective privé avec des « dons spéciaux », nommée Psych, et feront en sorte de se faire appeler régulièrement dès que les dossiers auxquels le département est confronté, sont insolubles.
Ils auront également à leurs côtés pour les aider ou en simple collaboration, les inspecteurs Carlton Lassiter (Timothy Omundson) et Juliet O'Hara (Maggie Lawson).

## Relation - Caractère
La relation de Shawn avec son père est compliquée et tendue de temps en temps. Souvent, il semblerait qu'Henry aggrave intentionnellement la situation ou impose sa volonté à son fils. Il est toujours présent lorsque Shawn a besoin d'aide et arrivera à faire trouver des réponses à Shawn lorsqu'il stagnera dans une enquête.
Sa personnalité se complète à celle de Gus, bien que ceux-ci aient souvent des désaccords. Ils ont une amitié durable et stable puisqu'elle remonte à la petite enfance et ils fonctionnent très souvent en duo ils sont inséparables et font pratiquement tout ensemble.
Durant les affaires qu'ils prennent en charge, Shawn saura exactement comment manipuler Gus et frustrer son ami avec ses cabrioles, mais il peut toujours compter sur lui dans leur travail. Gus revendiquera une place plus juste, une situation vers un partenariat plus égal, Shawn utilisant souvent la grande culture générale de Gus pour résoudre une situation. Sous l'influence de Gus, Shawn a appris à évoluer et à montrer un peu plus de discrétion de temps en temps. Shawn et surtout Gus ont une vraie passion pour la nourriture et passe leur temps à vouloir manger.
Shawn est quelqu'un d'extrêmement intelligent et de très futé avec une faculté d'observation très développée mais il ne se prend jamais au sérieux et reste un éternel « adulescent ». Il est arrogant, insolent et désinvolte se moquant de tout et de tout le monde en permanence. Sans aucune culture tout en croyant tout savoir. Il est plutôt paresseux et aime en faire le moins possible se reposant sur ses acquis ou sur son entourage proche notamment Gus ou son père pour faire le boulot à sa place. Il en reste  néanmoins très attachant, d'un naturel optimiste et enjoué, il possède un certain sens de l’empathie, il a également un côté charmeur  qu'il n’hésite pas à utiliser ce qui lui sauvera la vie à plusieurs reprises.
Au fur et à mesure des épisodes, il se rapproche de Juliet dont  il se montre assez jaloux sur les différentes relations qu'elle peut avoir avec d'autres hommes et une sorte de « jeu » se crée entre eux. Ils s'aiment mais n'osent pas se l'avouer jusqu’à  la cinquième saison où ils sont en couple. Malgré quelques difficultés rencontrées, ils se fiancent dans le dernier épisode de la série. Et ils se marient finalement dans le téléfilm Psych: The Movie.

## Commentaires
- Dans chaque début d'épisode, on voit un flashback avec Shawn, Gus et souvent avec le père de Shawn. Ce passé aura plus ou moins un lien avec l'affaire qui se déroulera au cours de l'épisode.

- Dans de nombreuses affaires, Shawn et Gus se donnent des pseudonymes, des surnoms et font des références à des bandes dessinées, des films, d'acteurs connus…

- Le créateur de la série, Steve Franks (en) s'est inspiré de quelques exemples de son enfance pour créer la série. Par exemple, son père lui demandait combien de personnes portaient des chapeaux dans un restaurant[3], une tactique employée dans l'épisode pilote.

## Sources
- (en) Cet article est partiellement ou en totalité issu de l’article de Wikipédia en anglais intitulé « Shawn Spencer » (voir la liste des auteurs).